# Greene (Iowa)
Greene es una ciudad ubicada en el condado de Butler en el estado estadounidense de Iowa. En el Censo de 2010 tenía una población de 1130 habitantes y una densidad poblacional de 360,28 personas por km².

## Geografía
Greene se encuentra ubicada en las coordenadas 42°53′48″N 92°48′14″O / 42.89667, -92.80389. Según la Oficina del Censo de los Estados Unidos, Greene tiene una superficie total de 3.14 km², de la cual 2.94 km² corresponden a tierra firme y (6.19%) 0.19 km² es agua.

## Demografía
Según el censo de 2010, había 1130 personas residiendo en Greene. La densidad de población era de 360,28 hab./km². De los 1130 habitantes, Greene estaba compuesto por el 98.58% blancos, el 0.18% eran afroamericanos, el 0.18% eran amerindios, el 0.27% eran asiáticos, el 0% eran isleños del Pacífico, el 0% eran de otras razas y el 0.8% pertenecían a dos o más razas. Del total de la población el 0.44% eran hispanos o latinos de cualquier raza.